# Вюльцбург
Вюльцбург (нем. Wülzburg) — крепость в Германии. Расположена на южном отроге Франконского Альба на высоте около 650 м в двух километрах от города Вайсенбург (Бавария).

## История

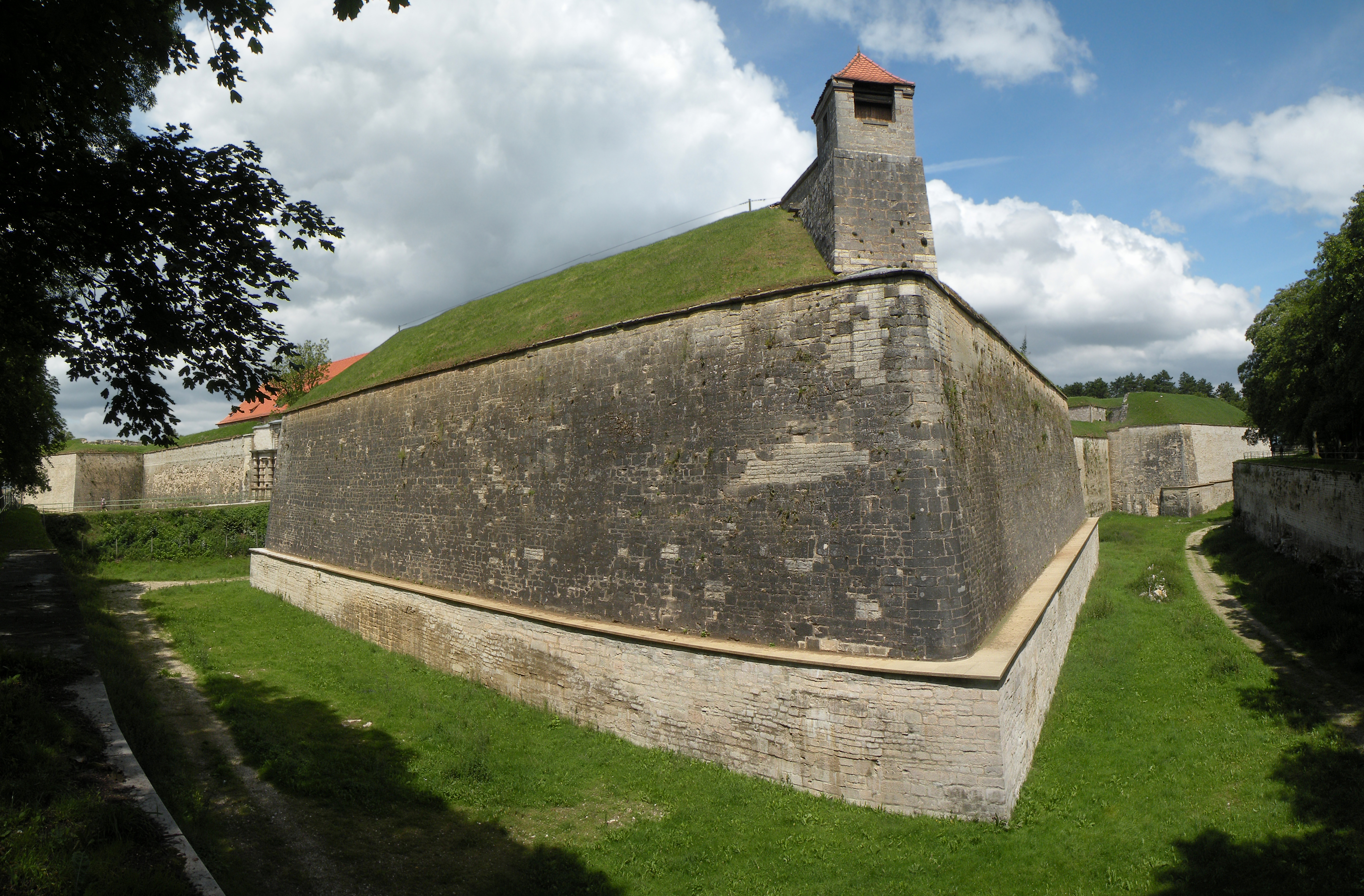
Бастион

Существует мнение, что монастырь бенедиктинцев на горе, давший начало поселению и крепости, был основан Карлом Великим в 793 году, то есть в тот год, когда он приступил к строительству канала, названного затем Фосса Каролина и призванного обеспечить сквозное судоходство через всю его империю. Однако первый аббат, о появлении которого в Вюльцбурге сохранилось упоминание в церковных книгах, упомянут лишь в 1146 г.
Далее монастырь находился под контролем маркграфов Ансбаха и прекратил своё существование, когда маркграф Георг Фридрих (маркграф Бранденбург-Ансбаха) перешёл в 1537 году в протестантскую веру. Этот маркграф понимал выгодно стратегическое положение монастыря и потому в 1566 году начал строительство современной крепости, окружённой глубоким сухим рвом.
В Тридцатилетнюю войну семьи графов находились за стенами крепости в полной безопасности. В течение столетий неприятель не мог разрушить крепость.
Но когда графство вошло в 1631 году в состав Королевской Лиги, в 1634 году постройки крепости выгорели при пожаре, возникшем из-за неосторожности поварихи.
В 1659 году крепость была переоборудована в тюрьму.
Только король Баварии Людвиг I оценил положение и оборонительные преимущества крепости и вернул ей её первоначальное предназначение в 1806 году.
С 1882 года крепость и поселение входят в городскую черту Вайсенбурга.
Но затем снова крепость стала местом заключения. В Первую мировую войну здесь содержались арестованные, тогда здесь был заключён молодой офицер Шарль де Голль, сделавший две неудачные попытки побега в корзине с грязным бельём.
Во Вторую мировую войну здесь содержались военнопленные, а после войны — находились немецкие беженцы.
В 1969 году город в порядке защиты памятников истории начал работы по реставрации крепости. Эти работы ведутся и в настоящее время.

## Колодец
Как и множество немецких крепостей, стоящих на возвышенностях, снабжение крепости водой обеспечивалось колодцами, представлявшими собой вертикальную шахту, пройденную до водоносного горизонта. Подъём воды осуществлялся бадьёй, вода из которой заливалась в вместительную цистерну. Уникальность колодца заключается в его глубине, составляющей 133 м. Этот колодец является самым глубоким в мире среди сооружений такого типа.